# Hahoe
Hahoe és un llogaret tradicional coreà de la dinastia Joseŏn. És una part valuosa de la cultura coreana, ja que conserva la arquitectura del període Joseŏn, tradicions populars i llibres valuosos.
El llogaret es troba a Andong, província de Gyeongsang del Nord, Corea del Sud. Es troba a la vora del riu Hwachon, afluent del Nakdong. Està organitzada segons els principis geomàntics de pungsu i per això té forma de flor de lotus.
La Unesco la va declarar, juntament amb Yangdong, Patrimoni de la Humanitat l'any 2010.
Fundats en els segles xiv i xv, Hahoe i Yangdong es consideren dos dels pobles clànics històrics més representatius de la República de Corea. La seva disposició i el seu emplaçament, en muntanyes boscoses i davant d'un riu i als camps agrícoles oberts, reflecteixen la cultura confuciana aristocràtica pròpia dels inicis de la dinastia Joseon (1392-1910). L'emplaçament dels pobles estava pensat per extreure dels paisatges limítrofs un aliment alhora físic i espiritual. Comprenien residències per a les famílies dirigents, sòlides habitatges de carcassa de fusta per als altres membres del clan així com pavellons, sales d'estudi, acadèmies confucianes i grups de cases d'una sola planta amb parets de tova i teulades de palla reservades a la plebs. Els poetes dels segles XVII i XVIII celebraven la bellesa d'aquests paisatges muntanyosos i arbrats, de pobles envoltats d'aigua i paisatges puntejats de cases de camp i llocs de retir.

## Història
El clan Ryu (o Yu en algunes transcripcions) dels van establir la Hahae Folk Village, al segle xvi durant el dinastia Joseon i ha estat una comunitat d'un clan des de llavors. El poble és notable, ja que ha conservat moltes de les seves estructures originals, com el poble de l'escola confuciana i altres edificis, i manté les arts populars, com ara el Hahae  drama de la dansa de màscara ('Byeonlsin-gut') que és un ritu xamànic en honor dels esperits comunals de la localitat.
El poble avui es divideix en Namchon (Vila del Sud) i Pukchon (vila del Nord) amb la branca principal del clan Pungsan Ryu, el Gyeomampa, al costat de Namchon i la branca secundària, el Seoaepa, descendeixen de Ryu Seong-ryong un primer ministre assenyalat durant el regne de Seonjo. El poble al nord conté Yangjindang Manor, designat com Tresor nombre 306, i Pikchondaek, designat material folklòric Important Nº 84. El poble al sud conté Chunghyodang Manor, designat com Tresor nombre 414 i Namchondaek House. Mentre que cada branca del clan Ryu Pungsan utilitzat va viure en les seves respectives cases pairals i costats, avui les dues branques viuen a tot el poble.
El poble manté els vells estils arquitectònics que s'han perdut a causa de la ràpida modernització i desenvolupament a Corea del Sud. Residències amb sostres de teula aristocràtiques i cases amb sostres de palla conserven els estils arquitectònics de la dinastia Joseon. El Pavelló Wonjijeongsa i l'Escola confuciana Byeongsan són dues estructures notables al poble. El poble ha conservat el ritu xamànic de Byeolsin-gut i conservat màscares Hahae utilitzats en el Hahae màscara de la dansa. Un altre ritu que encara es practica és la Jeulbul Nori que utilitza cordes de focs artificials disparats a la base del penya-segat Buyongdae. Les cases Yongmogaki Ryu Seong-ryong tenen la col·lecció dels llibres i inclou tresors nacionals de Corea del Sud. El Jingbirok, és un llibre que registra la Guerra Imjin de Corea en 1592. El Kunmundungok, és un registre dels campaments militars. Chunghyodang també posseeix 231 actuacions reals de cita.

## Galeria d'imatges

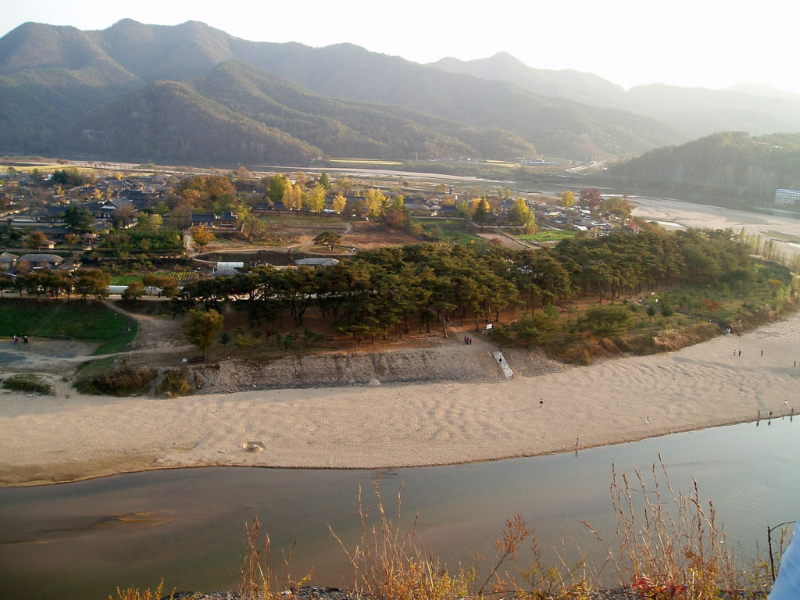
Vista del poble
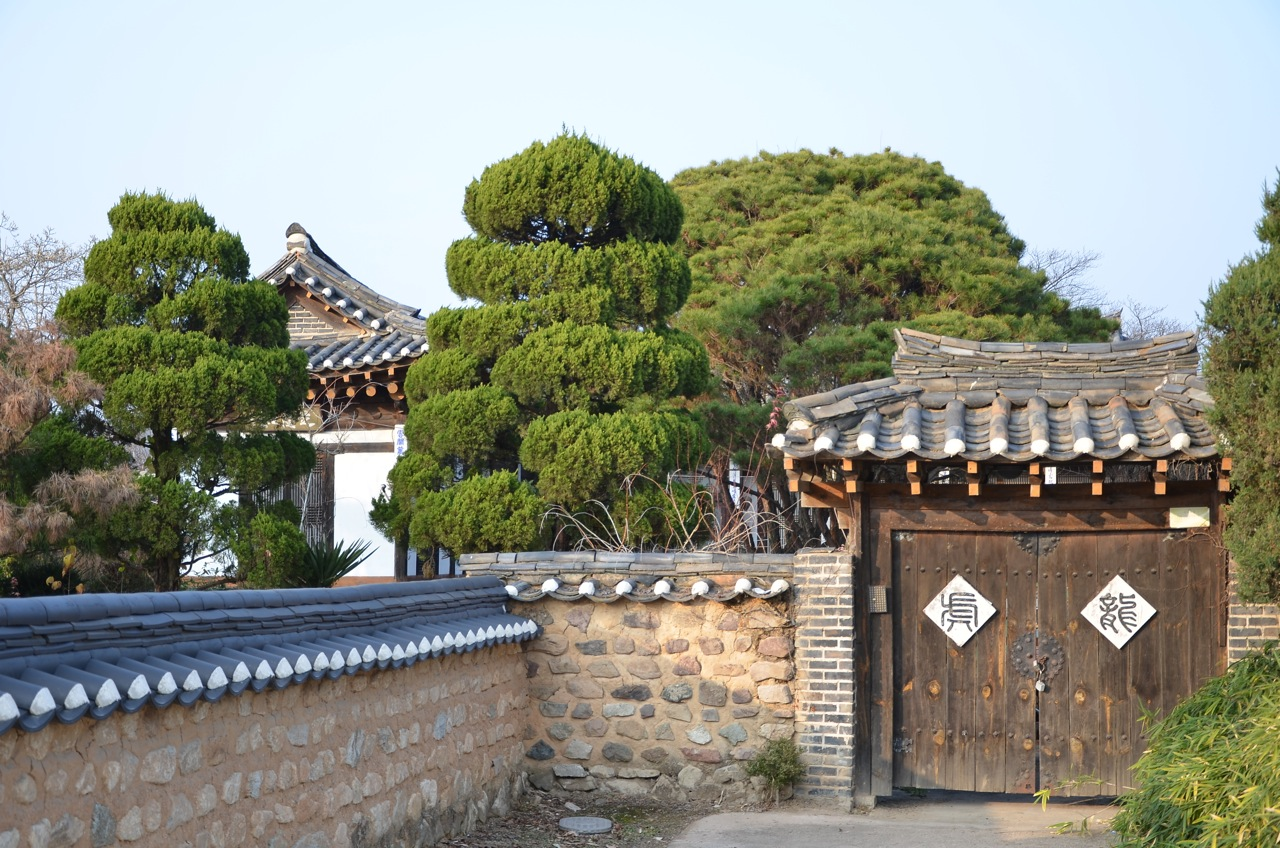
Casa al poble de Hahoe
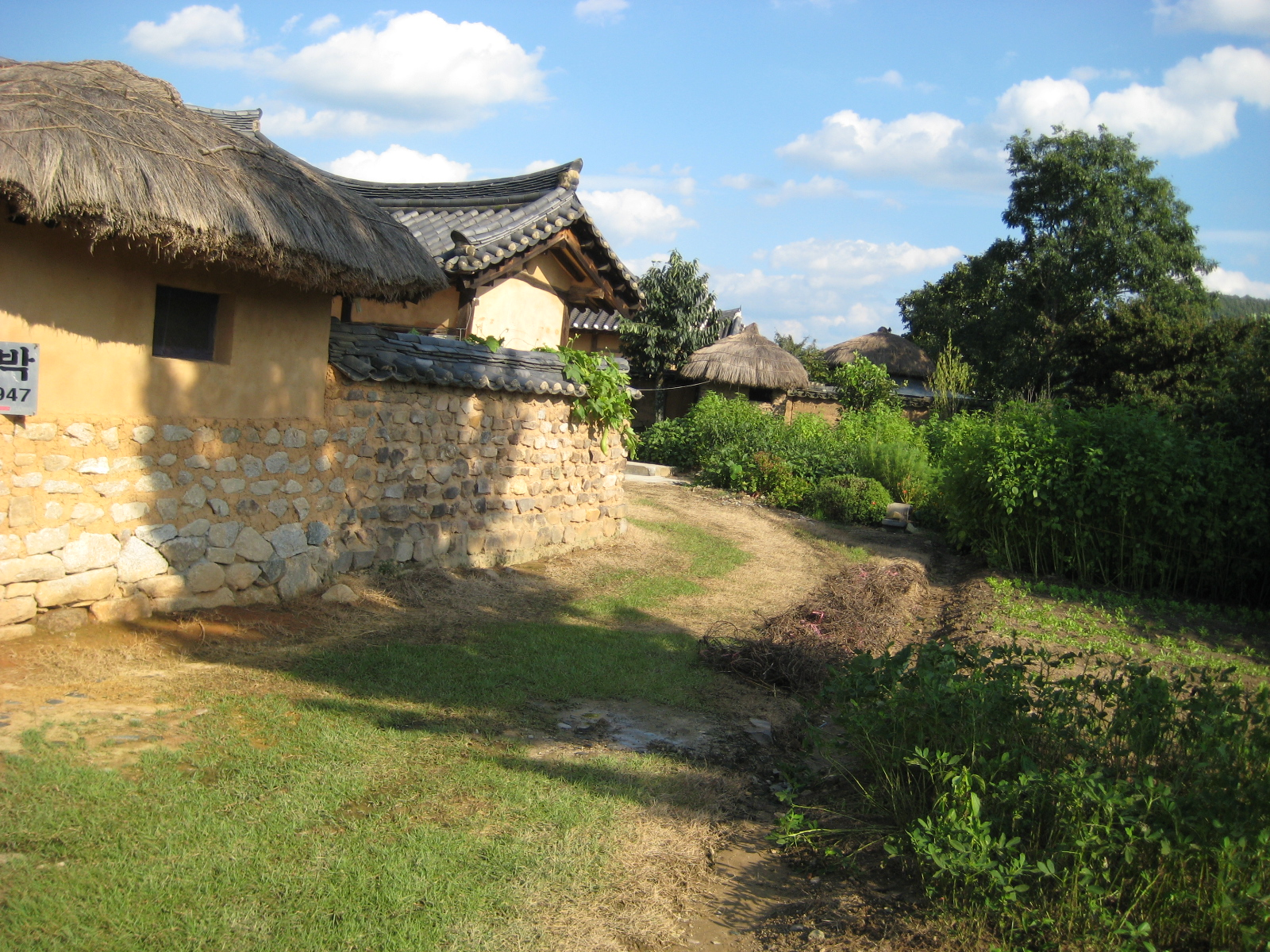
Cases Tradicionals al poble
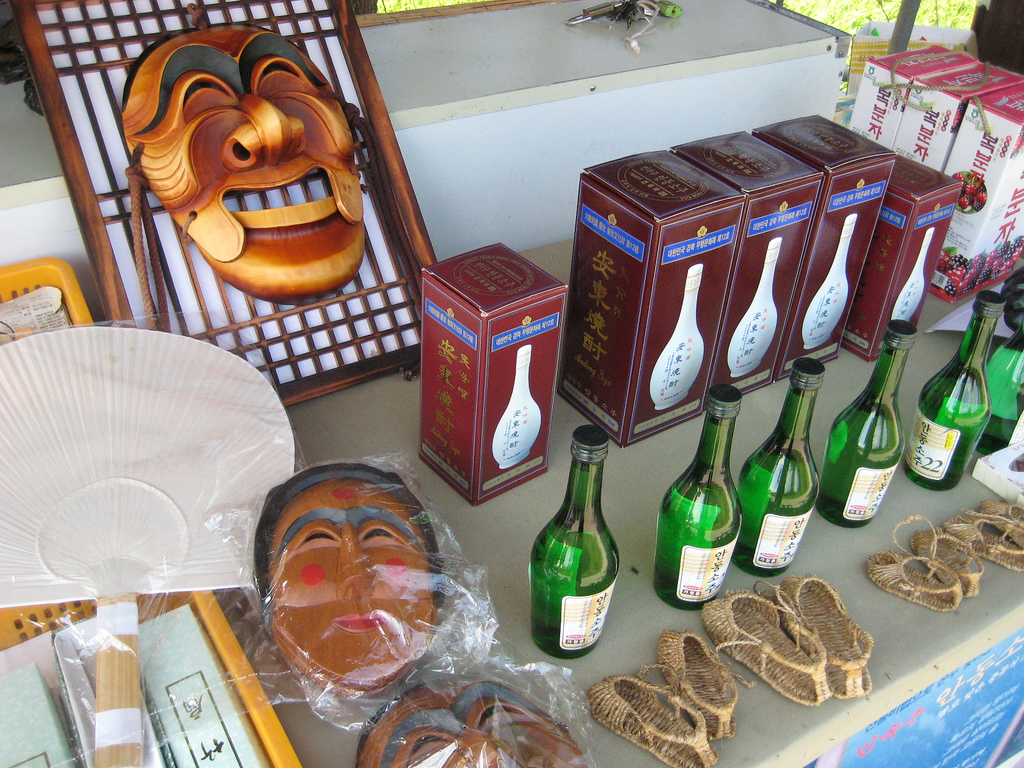
Andong soju i mascares de Hahoe
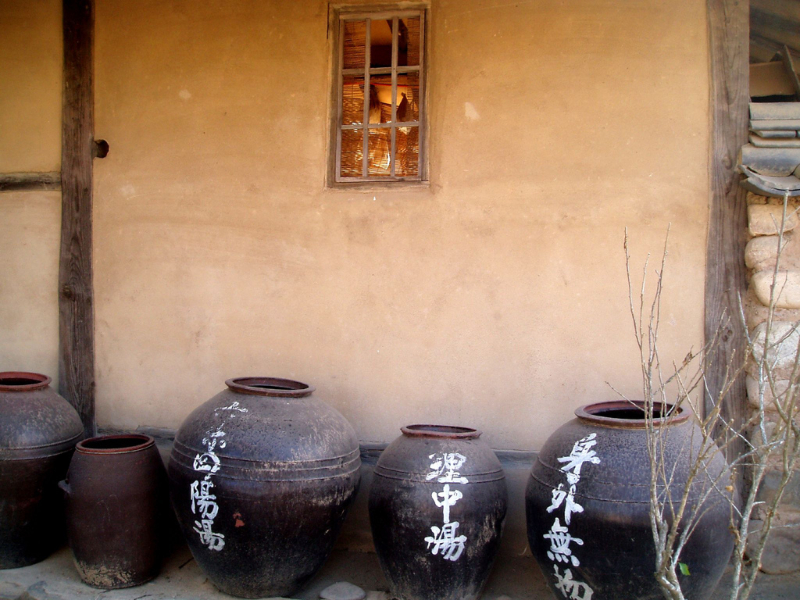
Jangdok (peça de fang)
Vista panoràmica